# Hildegunde Fritzi Anders
Hildegunde Fritzi Anders (* 15. Juli 1904 in München; † 1944) war eine deutsche Schriftstellerin, die mit historischen Romanen in der Zeit des Nationalsozialismus Erfolge feierte.
Ihr größter Erfolg war der Roman  Der Verwandler der Welt über Friedrich den Zweiten von Hohenstaufen, welches auch nach dem Zweiten Weltkrieg bei Bertelsmann aufgelegt wurde. Ihre Bücher erschienen, wohl um ihr Geschlecht zu verschleiern, nur mit den Initialen H. F. Anders.
Im Münchener Prinzregententheater wurden am 22. Oktober 1936 ihr Schauspiel Der König reitet und am 13. November 1937 ihr Schauspiel Der Weg zum Reich uraufgeführt.